# Stanislava Komarova
Stanislava Komarova (Rusia, 12 de junio de 1986) es una nadadora rusa especializada en pruebas de estilo espalda, donde consiguió ser subcampeona olímpica en 2004 en los 200 metros.

## Carrera deportiva
En los Juegos Olímpicos de Atenas 2004 ganó la medalla de plata en los 200 metros estilo espalda, con un tiempo de 2:09.72 segundos, tras la zimbabuense Kirsty Coventry y por delante de la alemana Antje Buschschulte.